# Маріан Нгуабі
Маріан Нгуабі (фр. Marien Ngouabi; 31 грудня 1938 — 18 березня 1977) — конголезький військовий, політичний та державний діяч, голова Національної ради революції з 1968 року, Президент Народної Республіки Конго в 1970—1977 роках. Засновник та керівник Конголезької партії праці. Проводив політику, засновану на ідеології марксизму-ленінізму, орієнтовану на СРСР. Загинув у результаті замаху.

## Життєпис
Народився 31 грудня 1938 року. За етнічною належністю — кую. Отримав середню освіту в Браззавілі, закінчив у Франції військову школу в Страсбурзі, Сен-Сірське вище військове училище. Повернувшись у 1962 р. в Конго, служив у конголезькій армії на командних посадах в Пуент-Нуарі, Браззавілі. Капітан (1965), майор (1968). У 1966—1968 член ЦК партії Національний революційний рух. У ніч на 29 липня 1968 р. за вказівкою президента Массамби-Деби був заарештований. Звільнення його 31 липня загоном десантників поклало початок «Руху 31 липня 1968». У 1968—1970 очолював новий верховний партійно-державний орган — Національну раду революції. В 1969 р. призначений президентом Конго. Убитий 18 березня 1977 р.